# Мегарида
Мегарида (др.-греч. Μεγᾰρίς) — небольшая область Центральной Греции, на юго-западе непосредственно примыкавшая к Коринфскому перешейку, простиравшаяся между заливом Сароникос на юго-востоке и заливом Алкионидес Коринфского залива на северо-западе.
Северную границу (с Беотией) составлял главный хребет Китерон, северо-восточную (с Аттикой) — один из его отрогов, оканчивающийся у берега залива Сароникос двумя вершинами (Κέρατα, рога). Почти вся страна занята массивным хребтом, главная часть которого, занимающая западную часть Мегариды, высотой до 1350 м, в древности носила название Герания; на севере он соединяется с голым утёсистым хребтом Китерон. К западу от Герании отделяется τα Όνεια δρη, образующая полуостров, далеко выступающий в Коринфский залив и носивший название Переи (ή Πειραία). Только в восточной части Мегариды, между Геранией и горами Κέρατα, простирается небольшая равнина, среди которой на двух холмах находился главный город Мегариды, Мегара.
Представляя единственное соединительное звено между Центральной Грецией и Пелопоннесом и вследствие этого сильно страдая во время войн пелопоннесцев с афинянами или фиванцами, Мегарида не обладала удобными путями сообщения. Три дороги — из которых одна пролегала по утесистому и неприступному по большей части западному берегу, другая по ущельям гор посредине страны, третья по восточному берегу — были одинаково затруднительны и легко могли быть преграждены. Наибольшее значение имела и теперь имеет последняя из трёх дорог, ведущая через Мегару и её равнину с одной стороны в Аттику, с другой — к наиболее удобному перевалу через Китерон и оттуда на Фивы. Но в западной своей части она пролегала по почти отвесным скалам горного хребта, круто спускающегося здесь к морю, и на протяжении около 8 веков представляла узкую тропу, которая только благодаря искусственным сооружениям императора Адриана сделалась доступной для повозок: это так называемые Скироновы скалы, с которых, по преданию, Скирон сбрасывал в море проходящих, пока не был сам сброшен Тесеем. Теперь здесь проходит шоссе и железная дорога.
Из городов Мегариды, кроме Мегары с её гаванью, известны на западном берегу гавань Паги (Πηγαί, Пеги, «Источники») и Эгосфены — город в северо-западном углу Мегариды, временами ведший самостоятельное политическое существование в союзе с некоторыми беотийскими городами; его стены и башни сохранились и по настоящее время. Жители Мегариды в древности слыли, особенно у афинян, грубыми и невежественными, хитрыми и вероломными, и часто служили предметом острот афинских комиков, но отличались трудолюбием и считались хорошими моряками.